# Östra Vingåkers socken
Östra Vingåkers socken i Södermanland ingick i Oppunda härad, ingår sedan 1971 i Katrineholms kommun och motsvarar från 2016 Östra Vingåkers distrikt.
Socknens areal är 112,05 kvadratkilometer, varav 94,47 land. År 2000 fanns här 1 572 invånare.  Slottet Claestorp, godsen Beckershov och Sjöholm, en del av tätorten Strångsjö samt sockenkyrkan Östra Vingåkers kyrka ligger i socknen.  

## Administrativ historik
Socknen bildades 17 juni 1754 genom en utbrytning ur  Vingåkers socken efter att församlingen utbrutits 1642 som kapellförsamling.
Vid kommunreformen 1862 övergick socknens ansvar för de kyrkliga frågorna till Östra Vingåkers församling och för de borgerliga frågorna till Östra Vingåkers landskommun. Landskommunen inkorporerades 1952 i Stora Malms landskommun som 1971 uppgick i Katrineholms kommun. 2006 uppgick församlingen i Nävertorp-Östra Vingåkers församling som från 1 januari 2010 uppgått i Katrineholmsbygdens församling.
1 januari 2016 inrättades distriktet Östra Vingåker, med samma omfattning som församlingen hade 1999/2000.  
Socknen har tillhört län, fögderier, tingslag och domsagor enligt vad som beskrivs i artikeln Oppunda härad.  De indelta soldaterna tillhörde Södermanlands regemente, Vingåkers kompani och Livregementets husarkår, Östernärke skvadron.

## Geografi
Östra Vingåkers socken ligger sydväst om Katrineholm kring sjön Viren med Tisnaren i sydväst och med Kolmården i söder. Socknen har odlad slättbygd i norr och kuperad skogsbygd i söder.

## Fornlämningar
Från stenåldern finns fyra boplatser och lösfynd.

Östra Vingåkers sockenvapen sedan 2002.

## Namnet
Namnet erhölls vid delningen av Vingåkers socken 1754. Namntolkningen av Vingåker återfinns i artikeln Västra Vingåker.